# هلنیک پترولیوم
هلنیک پترولیوم (به انگلیسی: Hellenic Petroleum) شرکت نفتی یونانی و بزرگترین پالایشگر این کشور است، که ریشه‌های تأسیس آن به سال ۱۹۵۸ و راه‌اندازی اولین پالایشگاه نفت یونان (پالایشگاه آسپروپیرگوس) بازمی‌گردد.
این شرکت در زمان تأسیس تحت نام پابلیک پترولیوم کورپوریشن نام‌گذاری شد و در سال ۱۹۹۸ توسعه یافت و در پی سازماندهی مجدد ساختار، نام آن نیز به هلنیک پترولیوم تغییر پیدا کرد. در حال حاضر شرکت نفتی هلنیک؛ کنسرسیومی متشکل از ۹ شرکت فرعی و تعدادی شرکت تابعه می‌باشد.
شرکت هلنیک پترولیوم دارای ۴ پالایشگاه است، که در شهرهای سالونیک، الوزیس، آسپروپیرگوس و اسکوپیه مستقر می‌باشند و نفت خام موردنیاز این ۴ پالایشگاه از طریق خطوط لوله و از مخازن نفتی کشورهای عربستان سعودی، عراق، ایران، لیبی و روسیه تأمین می‌گردد. این شرکت همچنین مالک ۱٫۷۵۰ جایگاه پمپ بنزین در سطح اروپا می‌باشد.